# كبريتيد الهيدروجين
كبريتيد الهيدروجين (أو سلفيد الهيدروجين) هو مركب كيميائي يحمل الصيغة H2S وهو غاز عديم اللون قابل للاشتعال وهو كريه الرائحة تشبه رائحته عفن البيض. وهو غاز أثقل من الهواء ولذلك تجده في الأماكن العميقة في حالة تسربه. يستخرج من الغاز المصاحب للبترول ويتم فصله بالحرارة وتتم معالجته وتكثيفه لتسهيل عملية نقله حيث يتم تصديره إلى الخارج. يدخل في صناعة بعض الأدوية، ويُستخدم على نطاق واسع في التحاليل الكيميائية.
كبريتيد الهيدروجين ذو رائحة نفاذة كريهة، نعرفه من رائحة البيض الفاسد. قليل الذوبان في الماء ويذوب في الإيثانول . يعتبر H2S من حمض ضعيف ، ويكون أملاحا من السلفيد (الكبريتيد) .